# Emma von Damitz
Kamilla Emma von Damitz, verh. Emma Baron, (* 15. September 1844 in Münchershof bei Neustettin; † 1. November 1921 in Visselhövede) war eine deutsche Schriftstellerin. Sie schrieb auch unter dem Pseudonym E. von Münchershof.

## Leben
Damitz war 1844 als jüngste Tochter des Gutsbesitzers in Münchershof Karl Ferdinand Ludwig Ernst von Damitz (* 20. Januar 1803; † 7. Juni 1875) und dessen Ehefrau Thusnelda Emilie Valeska von Britzke (* 11. Juni 1812; † 13. August 1866) zur Welt gekommen. Der Vater gab die Gutsverwaltung auf, als Damitz noch ein Kind war und übernahm die Stelle eines königlichen Baumeisters. Da er als solcher oft den Wohnort wechselte, kam auch Damitz schon in jungen Jahren unter anderem nach Görlitz, Strehlen und Glatz, wo sie jeweils für kurze Zeit die Schule besuchte.
Damitz schrieb ihr erstes Drama im Alter von zehn Jahren. Ab ihrer Konfirmation verfasste sie Gedichte, die in Zeitschriften veröffentlicht wurden. Sie heiratete am 14. Juli 1868 in Glogau den Leutnant und späteren Generalmajor Konstantin Baron. Hatte sie vor ihrer Heirat Werke unter ihrem Geburtsnamen Emma von Damitz veröffentlicht, wurden ihre Werke danach vor allem unter dem Pseudonym E. von Münchershof gedruckt. 
Damitz verstarb im November 1921 in Visselhövede, wenige Wochen später verstarb auch ihr Ehemann.

## Werke
- 1864: Die Preußen im Dänenkriege Digitalisat
- 1870: Charlotte Corday (Schauspiel)
- 1888: Zweierlei Tuch. Heiteres und Ernstes aus dem Offiziersleben im Frieden